# 格羅夫蘭 (愛達荷州)
格羅夫蘭（英語：Groveland）是位於美國愛達荷州賓厄姆縣的一個人口普查指定地區。

## 地理
格羅夫蘭的座標為43°13′12″N 112°25′21″W / 43.22000°N 112.42250°W，而該地最高點為海拔高度1370米（即4495英尺）。

## 人口
根據2010年美國人口普查的數據，格羅夫蘭的面積為5.95平方千米，均為陸地。當地共有人口877人，而人口密度為每平方千米147.39人。